# Soloe splendida
Soloe splendida är en fjärilsart som beskrevs av De Toulgoët 1980. Soloe splendida ingår i släktet Soloe och familjen nattflyn. Inga underarter finns listade i Catalogue of Life.